# La clemencia de Tito (Mozart)
La clemencia de Tito (título original en italiano: La clemenza di Tito) es una ópera seria en dos actos con música de Wolfgang Amadeus Mozart y libreto en italiano de Caterino Tommaso Mazzolá, basado en el libreto homónimo de 1734 de Pietro Metastasio. Lleva por número de catálogo KV 621.
Fue compuesta para la coronación de Leopoldo II de Austria como rey de Bohemia. Muestra la imagen de un gobernante recto pero clemente con su pueblo, incluso ante un intento de asesinato contra su persona preparado por Vitelia y llevado a cabo por Sexto, su amigo.
Se estrenó en el Teatro Nacional de Praga el 6 de septiembre de 1791 bajo la dirección del propio Mozart. Es un dramma serio per musica, con texto en italiano.

## Personajes
| Personaje                                                               | Tesitura                          | Reparto el 6 de septiembre de 1791                                             |
| ----------------------------------------------------------------------- | --------------------------------- | ------------------------------------------------------------------------------ |
| Tito (emperador romano)                                                 | tenor                             | Antonio Baglioni (o Bagliano)                                                  |
| Vitelia (hija del emperador depuesto Vitelio)                           | soprano                           | Maria Marchetti-Fantozzi                                                       |
| Servilia (hermana de Sexto, enamorada de Annio)                         | soprano                           | Signora Antonini, posiblemente Antonina Campi (véase artículo en Mozart Forum) |
| Sexto, (amigo de Tito y enamorado de Vitelia)                           | mezzosoprano castrato             | Domenico Bedini                                                                |
| Annio (amigo de Sexto y enamorado de Servilia)                          | mezzosoprano (papel con calzones) | Carolina Perini o P. Anchulina                                                 |
| Publio (prefecto pretoriano)                                            | bajo                              | Gaetano Campi                                                                  |
| Senadores, patricios, embajadores, pretorianos, lictores y pueblo, etc. |                                   |                                                                                |

## Argumento
La trama se desarrolla en Roma, en la época del Imperio romano.

### Acto I
En el primer acto, Vitelia, hija del destronado emperador Vitelio, clama venganza contra el nuevo emperador, Tito, de quien además está enamorada. Utiliza a Sexto, vacilante amigo de Tito, que está enamorado de ella, para actuar contra el emperador. Pero cuando Vitelia conoce que Tito ha enviado a Berenice, de quien ella estaba celosa, de vuelta a Jerusalén, le dice a Sexto que espere para llevar a cabo sus deseos, esperando que Tito la escoja a ella (Vitelia) como emperatriz.
Tito, sin embargo, escoge a la hermana de Sexto, Servilia, y ordena a Annio que le lleve su mensaje a Servilia. Annio y Servilia, sin saberlo Tito, están enamorados. Servilia le cuenta la verdad a Tito, pero reconociendo que, si Tito insiste en casarse con ella, obedecerá. Tito agradece a los dioses la lealtad de Servilia e inmediatamente rechaza la idea de interponerse entre ella y Annio.
Al tiempo, sin embargo, Vitelia ha oído el interés de Tito por Servilia, y de nuevo arde de celos. Urge a Sexto para que asesine a Tito. Él está de acuerdo, y canta una de las más famosas arias de esta ópera, Parto, parto. Casi al mismo tiempo, Annio y el guarda Publio llegan para llevar a Vitelia ante Tito, quien ahora la ha escogido a ella como emperatriz. Ella se retuerce entre la culpa y la preocupación.
Sexto llega al Capitolio con los demás conjurados y le prende fuego. Todos se horrorizan ante el incendio. Sexto anuncia que vio a Tito herido, pero Vitelia lo detiene antes de que se incrimine del asesinato. Todos se lamentan, en el lento y triste final del acto I.

### Acto II
Annio le cuenta a Sexto que el emperador Tito está vivo. Entre el humo y el caos, Sexto lo había confundido con otro Tito. Pronto llega Publio para arrestar a Sexto, explicando que era uno de los conspiradores quien vistió como Tito y fue herido, aunque no mortalmente, por Sexto. El Senado juzga a Sexto, al tiempo que Tito espera impaciente, seguro de que su amigo será exonerado; pero el Senado lo encuentra culpable y un angustiado Tito debe firmar la sentencia de muerte de Sexto.
Tito decide llamar primero a Sexto, intentando obtener más detalles de la conjura. Sexto asume toda la culpa y dice que merece morir, así que Tito le dice que así será y lo despide. Pero después de una larga lucha interna, Tito rompe la orden de ejecución de Sexto y decide que si a él, Tito, desean sus detractores acusarle de algo, prefiere que sea de ser demasiado clemente antes que de tener un corazón vengativo.
Vitelia se retuerce, presa de la culpa, y decide confesarlo todo a Tito, expresando sus esperanzas de ser emperatriz en el aria muy conocida de Non più di fiori. En el anfiteatro, los condenados, incluido Sexto, esperan ser arrojados a las bestias salvajes. Tito va a mostrar su clemencia cuando Vitelia confiesa que es la instigadora de la trama de Sexto. Aunque el emperador queda consternado, la incluye a ella en el perdón general que ofrece. La ópera concluye con todos los personajes alabando la extrema generosidad de Tito, mientras que él mismo pide a los dioses que acorten su vida cuando deje de preocuparse por el bienestar de Roma.

## Análisis musical

### Instrumentación original
La orquesta está integrada por cuerda, dos flautas, dos oboes, dos clarinetes, un corno di bassetto, dos fagotes, dos trompas, dos trompetas y timbales. El bajo continuo en los recitativos secos es proporcionado por el clavicémbalo y el violonchelo. La destacada intervención del clarinete obedece a que, en la orquesta del estreno, tocaba el amigo de Mozart, Anton Stadler.

### Libreto
El libreto de La clemencia de Tito es obra de Pietro Metastasio (1734), quien se basó en algunos breves fragmentos de la Vida de los Césares de Suetonio. Era considerado uno de los libretos más logrados del autor, y había recibido ya la música de más de cuarenta compositores, entre ellos Antonio Caldara (1670 o 1671-1736), en 1734; Johann Adolph Hasse (1699-1783), Georg Christoph Wagenseil (1715-1777), Christoph Willibald Gluck (1714-1787) en 1752; o Pietro Alessandro Guglielmi (1728-1804).
Caterino Mazzolà, poeta de la corte, se encargó de resumir el extenso original para que pasara de tres a dos actos; se eliminaron arias, sustituyéndolas por recitativos y conjuntos motivados por la trama.

### Estructura musical
La obertura «conserva el carácter objetivo y solemne de la sinfonía operística italiana en la forma depurada y ennoblecida de las últimas páginas mozartianas» (Paumgartner).
La ópera tiene once arias, entre las que destacan la de Sexto (n.º 9: Parto, parto, ma tu ben mio), probablemente la más conocida, con clarinete obbligato y la de Vitelia (n.º 23: Non piú fiori vi vaghe catene), con corno di basetto.
Sobresalen las grandiosas partes de conjunto: tres duetti (duettino), tres tercetos, dos conjuntos finales con coro, tres coros y una marcha. El más señalado es el quinteto con coro al final del primer acto (n.º 12: Deh conservate, oh Dei!), pieza irrepetible. «Aquí, en el momento de la máxima tensión, se produce la célebre “pausa general”; extraordinario hallazgo de un genio dramático de primer orden» (Paumgartner).
Otros números de grupo destacados son:
N.º 10: Vengo... aspettate! (terceto).
N.º 11: Oh Dei, che smania è questa (Sexto).
N.º 17: Tu fosti traidor (Annio).
N.º 18: Quello di Tito è il volto (terceto).
N.º 24: Che del ciel, che degli Dei (coro).
N.º 26: Tu, é ver, m’assolvi, Augusto? (sexteto final).

### Génesis
En julio de 1791, último de la vida de Mozart, el compositor estaba enfrascado en la creación de La flauta mágica. Le encargaron entonces la composición de una ópera seria. Quien realizaba el encargo era el empresario Domenico Guardasoni, que vivía en Praga y a quien en junio de ese año le pidieron una nueva obra para la coronación de Leopoldo II como Rey de Bohemia, ceremonia que tendría lugar el 6 de septiembre. Guardasoni se desplazó a Viena, e intentó primero contratar a Antonio Salieri, que estaba muy ocupado y declinó la oferta. La experiencia de Guardasoni con Don Giovanni le convenció de que Mozart era capaz de trabajar con una fecha límite tan ajustada.
Mozart no dudó en aceptar, pues Guardasoni le ofreció el doble de lo que normalmente le pagaban por una ópera en Viena. Abandonó la composición de La flauta mágica para dedicarse a La clemencia de Tito. Los primeros biógrafos de Mozart afirmaron que la había compuesto en 18 días, si bien hoy en día se considera una leyenda no probada. Después de trabajar en Viena, se trasladó a Praga, con su alumno Franz Xaver Süssmayr y su mujer, Constanze Mozart. Al trabajo que ya traía hecho de Viena le sumó el realizado a lo largo del viaje. A Süssmayr le confió la redacción de gran parte de los recitativos secos.

### Estreno

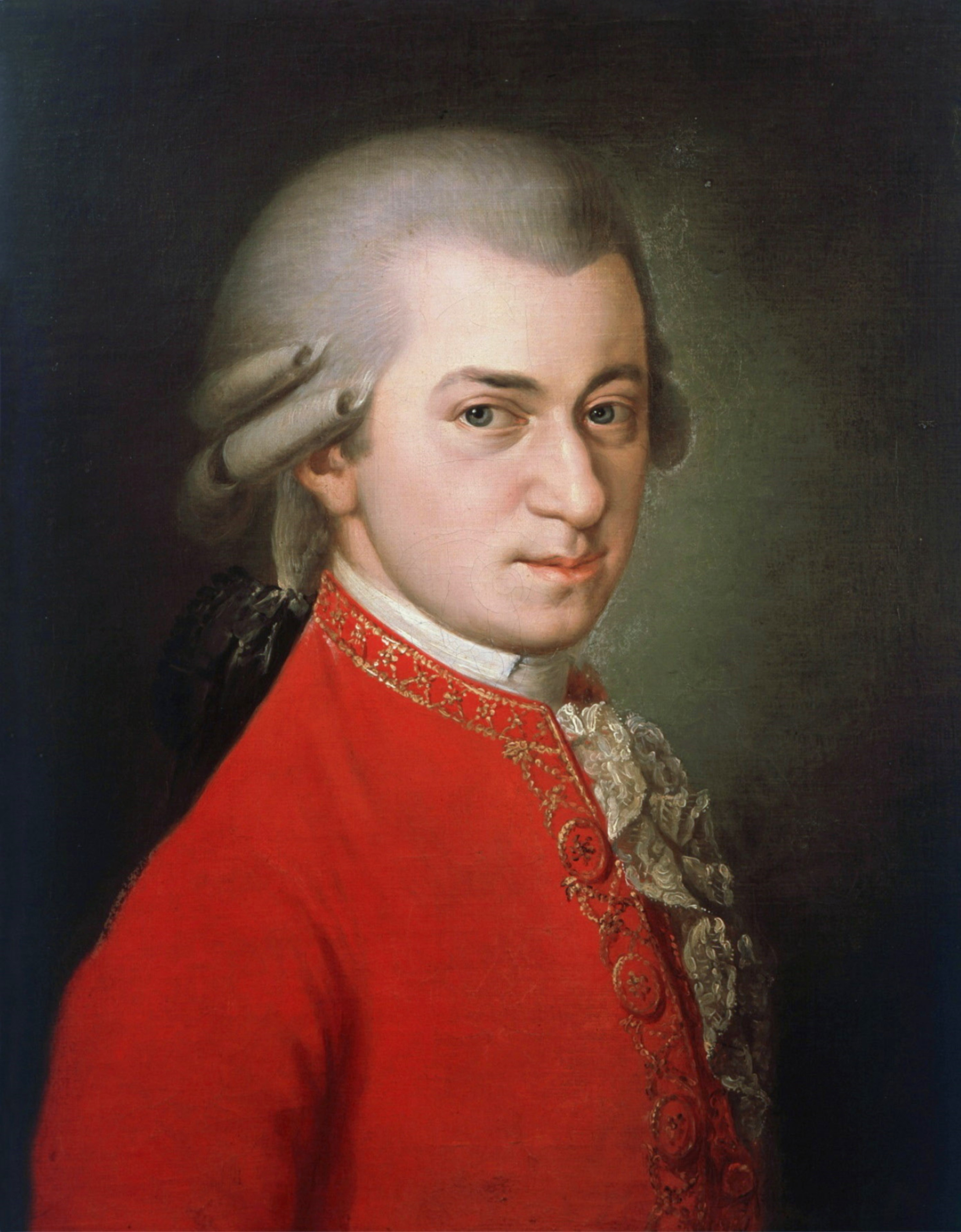
Retrato póstumo de Mozart (Barbara Krafft, 1819).

Se estrenó en el Teatro Nacional de Praga el 6 de septiembre de 1791. Horas antes, Leopoldo había sido coronado.
La obra tuvo una tibia acogida. El rey Leopoldo prefería la opera de estilo más italiano, en lugar de la manera germánica por la que Mozart se había decidido. No se sabe lo que Leopoldo pensaba de esta ópera compuesta en su honor, pero se cuenta la anécdota de que su esposa María Luisa se refirió a ella como porcheria tedesca («porquería alemana»).
Fue editada por Breitkopf & Härtel en Leipzig (1795). Fue popular durante muchos años después de la muerte de Mozart. Se representó en lengua alemana en 1796 en Dresde, 1797 en Kassel y en 1799 en Weimar. En italiano fue repuesta en Viena en 1798. Durante las décadas siguientes fue muy admirada. Desapareció del repertorio hacia 1840.
La presencia de dos voces de castrato dificulta la recuperación de esta ópera. No obstante, la gran belleza de la partitura ha permitido que se haya representado con más frecuencia en las últimas décadas del siglo XX. Esta ópera sigue en el repertorio, aunque no está entre las más representadas; en las estadísticas de Operabase aparece la n.º 52 de las cien óperas más representadas en el período 2005-2010, siendo la 8.ª en Austria y la séptima de Mozart, con 83 representaciones.

### Valoración
La partitura y la trama presentan similitudes con  La clemencia de Escipión, de Johann Christian Bach, habiéndose señalado la posible influencia de esta obra sobre la de Mozart.
Durante largo tiempo, los eruditos mozartianos consideraron que Tito era una obra inferior, dentro del repertorio del compositor. Alfred Einstein en 1945 escribió que lo «acostumbrado es hablar en tono desdeñoso de La clemencia de Tito y despreciarlo como el producto de prisa y fatiga»; en cierta medida, él mismo sigue esa línea despreciativa al considerar que los personajes son meras marionetas, por ejemplo, «Tito es sólo una mera marioneta que representa la magnanimidad» y afirmando que la ópera seria era ya una forma moribunda (Einstein, Mozart). Los críticos hablan de una obra fría, con la rigidez de la ópera seria, estatuaria, otoñal, muerta, señalando la falta de entusiasmo del compositor por un tema que no le interesó (Abert y Mila); se refieren a una belleza marmórea, casi funeraria (Mila); o bien acaban concluyendo que es «una simple ópera al uso» (Dal Fabbro).
Sin embargo, en años recientes esta ópera ha sido revalorizada. Stanley Sadie considera que esta obra muestra a Mozart «respondiendo con música de refinamiento, nobleza y calor a una nueva clase de estímulo» (New Grove Mozart). Mozart representa los sentimientos a través de los recursos del canto abstracto. Éste es un planteamiento consciente por parte de Mozart, quien quería expresar la psicología de los personajes exclusivamente en términos musicales (A. Poggi).
«Hoy descubrimos por fin en La clemencia de Tito una composición de notable introspección psicológica, que nos ofrece por lo menos una hora de la mejor música jamás escrita por Mozart. Lo cual basta para concederle el don de la inmortalidad» (Robbins Landon, citado por A. Poggi).

## Adaptaciones
Entre las producciones para televisión de esta ópera, se pueden citar:
- La Clemenza di Tito (1980), producción alemana, dirigida por Jean-Pierre Ponnelle, Eric Tappy, Tatiana Troyanos, Carol Neblett, Anne Howells, Kurt Rydl y Catherine Malfitano.
- La Clemenza di Tito (1991), producción inglesa, dirigida por Robin Lough, con Philip Langridge, Diana Montague, Elzbieta Szmytka, Ashley Putnam y Martine Mahé.

## Discografía
Entre las distintas grabaciones de esta ópera, destacan:
- Dirigida por István Kértesz, con Werner Krenn, Teresa Berganza, Maria Casula, Lucia Popp, Brigitte Fassbaender, T. Franc, Orquesta y coro de la Staatsoper de Viena (Decca, 1967).
- Dirigida por sir John Eliot Gardiner, con Anthony Rolfe-Johnson, Anne-Sofie von Otter, Julia Varady, Sylvia McNair, Catherine Robbin, Christian Hauptmann, Solistas Barrocos Ingleses y Coro Monteverdi (1990, Archiv).
- Dirigida por sir Colin Davis, con Janet Baker, Yvonne Minton, Stuart Burrows, Frederica von Stade, Lucia Popp y Robert Lloyd, Orquesta y coro del Royal Opera House, Covent Garden de Londres (Philips, 1976).
- Dirigida por Karl Böhm, con Peter Schreier, Teresa Berganza, Julia Varady, Edith Mathis, Marga Schiml, Theo Adam, Orquesta Estatal Sajona de Dresde, Coro de la Radio de Leipzig Radio Chorus (Deutsche Grammophon, 1978).

Algunas arias han sido objeto de grabación en álbumes de cantantes femeninas. Por ejemplo:
- Álbum Mozart’s Opera Arias; la cantante Kiri Te Kanawa grabó el aria S’altro che lagrime, de La clemenza di Tito, con la Orquesta Sinfónica de Londres bajo dirección de Sir Colin Davis (1982, Philips).
- Álbum Opera Arias; la cantante Frederica von Stade grabó el aria Torna di Tito a lato; Tu tosti tradito, de La clemenza di Tito (Philips).